# Liste der Radebeuler Kulturdenkmale der Lößnitzgrundbahn

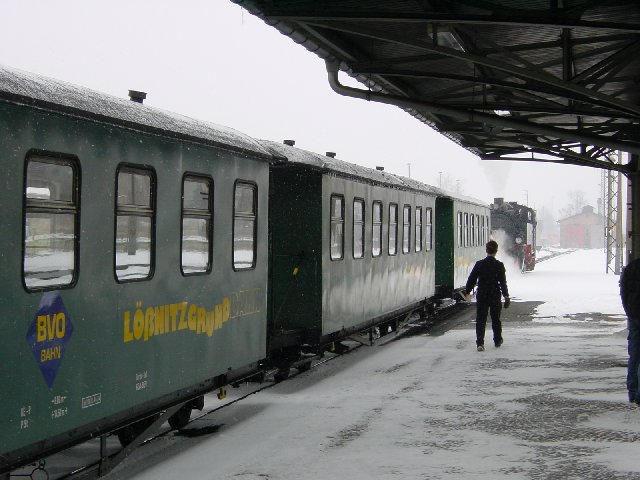
Regelzug der SDG mit sogenannter Neubaulokomotive der DR-Baureihe 99.77–79 am Bahnhof Radebeul Ost, im Hintergrund das Heizhaus

Die Liste der Radebeuler Kulturdenkmale der Lößnitzgrundbahn stellt die Immobilien und Mobilien der schmalspurigen Lößnitzgrundbahn dar, die in der sächsischen Stadt Radebeul als Kulturdenkmale geschützt sind. Einen Überblick über die Kulturdenkmale der Schmalspurbahn in allen durchfahrenen Gemeinden zeigt die Liste der Kulturdenkmale der Lößnitzgrundbahn.
Zu den Mobilien gehören insbesondere die Fahrzeuge der Ausstellung historischer sächsischer Schmalspurfahrzeuge im Eigentum des Verkehrsmuseums Dresden, die seit Januar 2005 in die Obhut des SSB Schmalspurbahnmuseums Radebeul übergeben wurden, sowie weitere Fahrzeuge der Traditionsbahn Radebeul (TRR) und der Sächsischen Dampfeisenbahngesellschaft (SDG), die als Museumszug oder als Traditionszug der Öffentlichkeit präsentiert werden beziehungsweise im Regelzugbetrieb täglich unterwegs sind.
Die Liste wurde aufgrund der Denkmalliste von 2012 sowie der detaillierten Darstellung der Radebeuler Denkmaltopografie von 2007 erstellt und kann sich somit zwischenzeitlich durch Zu- und Verkäufe von rollendem Gut verändert haben.

## Auflistung der Kulturdenkmale

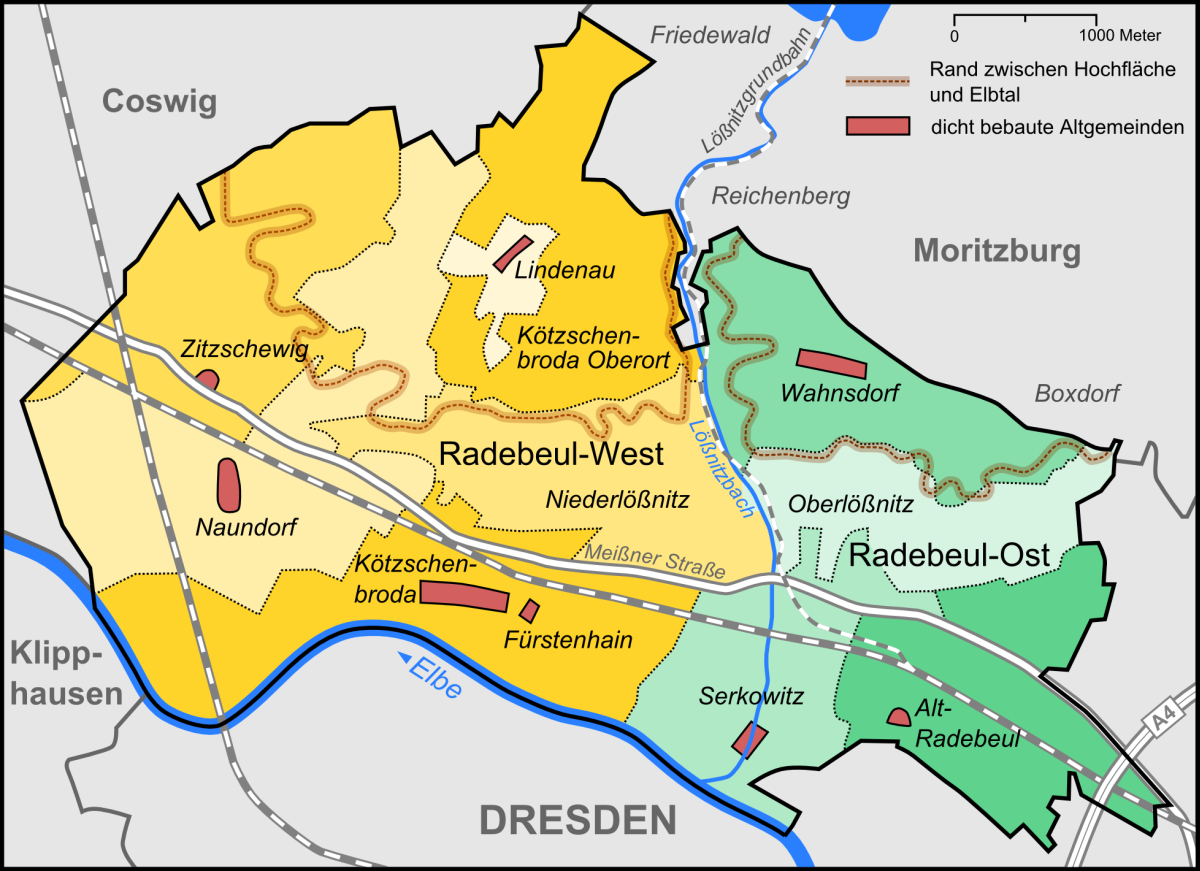
Trassenverlauf der Lößnitzgrundbahn im Radebeuler Stadtgebiet

Gehe direkt zu:
- Trasse
- Bahnhof
- Wohnhaus
- Ladestelle
- Lokschuppen
- Lokbehandlungsanlage
- Spurwechselanlage
- Rollwagenanlage
- Lokomotive
- Personenwagen
- Gepäckwagen
- Sitzwagen

### Immobilien
| Typ                  | Bezeichnung                                                  | Standort / Koordinaten                                           | Stadtteil                                                                              | Jahr       | Beschreibung und Anmerkungen | Bild                                                                    |
| -------------------- | ------------------------------------------------------------ | ---------------------------------------------------------------- | -------------------------------------------------------------------------------------- | ---------- | --- | ----------------------------------------------------------------------- |
| Trasse               | Kleinbahntrasse                                              |                                                                  | Alt-Radebeul, Serkowitz, Oberlößnitz, Wahnsdorf, Niederlößnitz, Kötzschenbroda Oberort | 1883/84    | Trasse der Schmalspurbahn sowie Brücke(n), Durchlässe (darunter gemauerte Bögen), Teile der Stützmauer und Fernmelde-Freileitung. | Trasse im Lößnitzgrund mit Zug                                          |
| Bahnhof              | Haltepunkt Weißes Roß                                        | Augustusweg 2 (Lage)                                             | Serkowitz                                                                              | 1912/13    | Kleinbahnstation. Haltepunkt mit Empfangsgebäude (Massiv) und Wartehalle (Holz). | Haltepunkt Weißes Roß                                                   |
| Bahnhof              | Bahnhof Radebeul Ost                                         | Sidonienstraße 1a/1c (Lage)                                      | Alt-Radebeul                                                                           | 1860, 1884 | Bahnhof Radebeul Ost. Empfangsgebäude. Bahnsteig mit Überdachung und Tunnel. Wartehalle. 1860 für Normalspur eröffnet, ab 1884 auch Schmalspurbetrieb. | Bahnhof Radebeul Ost mit ausfahrendem Zug                               |
| Bahnhof              | Wirtschaftsgebäude (Bahnhof Radebeul Ost)                    | Sidonienstraße 1a/1c (Lage)                                      | Alt-Radebeul                                                                           | 1900       | [ 10 ] [ 3 ] | Bahnhof Radebeul Ost                                                    |
| Wohnhaus             | Eisenbahner-Wohnhaus (Bahnhof Radebeul Ost)                  | Am alten Güterboden 2 (ehem. Sidonienstraße 1b) (Lage)           | Alt-Radebeul                                                                           |            | Eisenbahner-Wohnhaus. | Eisenbahner-Wohnhaus Am alten Güterboden 2                              |
| Wohnhaus             | Kleines Wohnhaus (Bahnhof Radebeul Ost)                      | Hauptstraße 5 (Lage)                                             | Alt-Radebeul                                                                           |            | Kleines Wohnhaus (rechts angeschnitten, 1914). In den 2010er Jahren abgebrochen. | Wohnhaus Hauptstraße 5 (rechts, 1914), in den 2010er Jahren abgebrochen |
| Ladestelle           | Historischer Güterboden (Bahnhof Radebeul Ost)               | Am alten Güterboden 4 (ehem. Sidonienstraße 1c) (Lage)           | Alt-Radebeul                                                                           | um 1895    | Güterboden am Bahnhof Radebeul Ost. Abfertigungsgebäude als Kopfbau mit angebautem Ladeschuppen. Die Sanierung des Historischen Güterbodens erfüllte eine „wichtige Funktion als ein erster Ansatz zur Gestaltung der Bahnbrache nördlich der Eisenbahn“ und wurde im Jahr 2006 mit dem Radebeuler Bauherrenpreis gewürdigt. Schmalspurbahnmuseum Radebeul. | Bahnhof Radebeul Ost, Blick auf Güterboden                              |
| Ladestelle           | Ladestraße am Historischen Güterboden (Bahnhof Radebeul Ost) | Am alten Güterboden (ehem. Teil der Sidonienstraße 1a/1c) (Lage) | Alt-Radebeul                                                                           | um 1895    | Ladestraße (Kopfsteinpflaster) vom Bahnhofsvorplatz zwischen Abstellgleisen und dem Güterboden hindurch bis weit in das Betriebsgelände. | Ladestraße am Historischen Güterboden; Frachthalle mit Eingangstor      |
| Ladestelle           | Überladerampe (Bahnhof Radebeul Ost)                         | Sidonienstraße 1a/1c (Lage)                                      | Alt-Radebeul                                                                           |            | Überladerampe mit normalspurigem Ladegleis im Süden und schmalspurigem Ladegleis im Norden. | Überladerampe am Heizhaus Bahnhof Radebeul Ost                          |
| Lokschuppen          | Lokschuppen (Bahnhof Radebeul Ost)                           | Sidonienstraße 1a/1c (Lage)                                      | Alt-Radebeul                                                                           |            | Lokschuppen. Rechteckschuppen mit zwei Gleisen. | Lokschuppen                                                             |
| Lokschuppen          | Heizhaus (Bahnhof Radebeul Ost)                              | Sidonienstraße 1a/1c (Lage)                                      | Alt-Radebeul                                                                           |            | Heizhaus. Lokschuppen zum Anheizen der Loks. Rechteckschuppen mit zwei Gleisen. Davor steht der Wasserkran. | Heizhaus Bahnhof Radebeul Ost mit 99 1775-8 im Vordergrund              |
| Lokbehandlungsanlage | Kohleschüttung (Bahnhof Radebeul Ost)                        | Sidonienstraße 1a/1c (Lage)                                      | Alt-Radebeul                                                                           |            | Kohleschüttung. | Kohleschüttung am Heizhaus Bahnhof Radebeul Ost                         |
| Lokbehandlungsanlage | Wasserkran (Bahnhof Radebeul Ost)                            | Sidonienstraße 1a/1c (Lage)                                      | Alt-Radebeul                                                                           |            | Wasserkran vor dem Heizhaus. | Wasserkran am Heizhaus Bahnhof Radebeul Ost                             |
| Spurwechselanlage    | Spurwechselanlagen (Bahnhof Radebeul Ost)                    | Sidonienstraße 1a/1c                                             | Alt-Radebeul                                                                           |            | Spurwechselanlage. | Spurwechselanlage am Heizhaus Bahnhof Radebeul Ost                      |
| Rollwagenanlage      | Rollwagengrube (Bahnhof Radebeul Ost)                        | Sidonienstraße 1a/1c                                             | Alt-Radebeul                                                                           |            | Rollwagenanlage. | Kein freies Foto verfügbar                                              |

### Mobilien
Die Bezeichnungen mit der Referenz „Kulturdenkmalliste 2008“ sind die dort niedergelegten Identifikationsmerkmale des jeweiligen Objekts. Die Referenz auf die aktuelle sächsische Denkmaldatenbank (Stand 25. April 2021) findet sich dort.
| Typ           | Bezeichnungen                                      | Gattung              | Bau- jahr | Eigentümer, seit | Verwendung    | Beschreibung und Anmerkungen | Bild                                                |
| ------------- | -------------------------------------------------- | -------------------- | --------- | ---------------- | ------------- | --- | --------------------------------------------------- |
| Lokomotive    | 132, 99 539 „IVK“, 99 1539-8, 099 701-5, 088 991-5 | Sächsische IV K      | 1899      | TRR, 2000        | Traditionszug | Fahrbereit. Sächsische Maschinenfabrik, Chemnitz. 1964 im Reichsbahnausbesserungswerk (RAW) Görlitz modernisiert. Letztes Bahnbetriebswerk (Bw): Mügeln. 1974 als Traditionslok nach Radebeul umgesetzt. Anstrich als Nr. 132 der Königlich Sächsischen Staatseisenbahnen (K. Sächs. Sts. E. B.). |                                                     |
| Lokomotive    | 99 564, 99 1564-6, 099 705-6                       | Sächsische IV K      | 1909      | TRR              | Traditionszug | Fahrbereit. Sächsische Maschinenfabrik, Chemnitz. | Traditionszug mit 99 1564-6 in Friedewald Hp (2007) |
| Lokomotive    | 176, 99 586 „IVK“, 99 1586-9, 099 711-4            | Sächsische IV K      | 1913      | TRR, 2000        | Traditionszug | Fahrbereit. Sächsische Maschinenfabrik, Chemnitz. 1964 im RAW Görlitz rekonstruiert. Letztes Bw: Aue. 1995 nach Radebeul überführt. Ab 2007 als Nr. 176 der K. Sächs. Sts. E. B. aufgearbeitet.                                                                                                   |                                                     |
| Lokomotive    | 99 713 „VIK“, 99 1713-9, 099 720-5, 088 992-3      | Sächsische VI K      | 1927      | SDG, 2004        | Traditionszug | In Aufarbeitung. Sächsische Maschinenfabrik, Chemnitz. 1964 im RAW Görlitz modernisiert. Letztes Bw: Wilsdruff. 1975 als 2. Traditionslok aufgearbeitet und nach Radebeul umgesetzt. Anstrich als 99 713 der Deutschen Reichsbahn-Gesellschaft (DR).                                              | 99 713 im Bahnhof Radebeul Ost                      |
| Lokomotive    | 99 775, 99 1775-8, 099 739-5                       | DR-Baureihe 99.77–79 | 1953      | SDG              | Regelzug      | Fahrbereit. Lokomotivbau Karl Marx Babelsberg. | 99 1775-8 bei der Abfahrt                           |
| Lokomotive    | 99 778, 99 1778-2, 099 742-9                       | DR-Baureihe 99.77–79 | 1953      | SDG              | Regelzug      | Fahrbereit. Lokomotivbau Karl Marx, Babelsberg. Dauerleihgabe an die IG Dampflok Nossen |                                                     |
| Lokomotive    | 99 779, 99 1779-0, 099 743-7                       | DR-Baureihe 99.77–79 | 1953      | SDG              | Regelzug      | Fahrbereit. Lokomotivbau Karl Marx, Babelsberg. |                                                     |
| Lokomotive    | 99 788, 99 1788-1, 099 752-8                       | DR-Baureihe 99.77–79 | 1955      |                  | Regelzug      | Fahrbereit. Lokomotivbau Karl Marx, Babelsberg. An die Öchsle-Bahn verkauft, dort als „Berta“ im Einsatz. | 99 788 in Ochsenhausen-Warthausen                   |
| Lokomotive    | 99 791 „VIIK“, 99 1791-5, 099 755-1                | DR-Baureihe 99.77–79 | 1956      | TRR, 2000        | Museumszug    | Nicht Fahrbereit. Lokomotivbau Karl Marx, Babelsberg. Letztes Bw: Oberwiesenthal. 1993 nach Radebeul überführt. | 99 791 am Bahnhof Radebeul Ost, davor Schneepflug   |
| Lokomotive    | 99 793, 99 1793-1, 099 756-9                       | DR-Baureihe 99.77–79 | 1956      |                  | Regelzug      | Fahrbereit. Lokomotivbau Karl Marx, Babelsberg. |                                                     |
| Personenwagen | 970-232 Reko                                       | KB4                  |           |                  |               | |                                                     |
| Personenwagen | 970-267 modern                                     | KB4                  | 1914      | SDG              |               | Personenwagen 2. Klasse. Modernisiert 1993 im RAW Halberstadt. Saugluft. Busch, Bautzen. |                                                     |
| Personenwagen | 970-273 trp                                        | KB4                  |           |                  |               | |                                                     |
| Personenwagen | 970-280 trp                                        | KB4                  | 1926      | SDG              |               | Personenwagen 2. Klasse. Altbau. Druckluft. Waggonbau- und Maschinenfabrik, vormals Busch, Bautzen. |                                                     |
| Personenwagen | 970-433 Einheitswagen                              | KB4                  | 1929      | SDG              |               | Einheitswagen 2. Klasse. Druckluft. Waggonfabrik Werdau |                                                     |
| Personenwagen | 970-512 trp                                        | KB4                  |           |                  |               | |                                                     |
| Personenwagen | 970-516 trp                                        | KB4                  | 1922      | SDG              |               | Personenwagen 2. Klasse. Altbau. Druckluft. Waggonfabrik Werdau. |                                                     |
| Personenwagen | 970-521 trp                                        | KB4                  | 1922      | SDG              |               | Personenwagen 2. Klasse. Altbau. Druckluft. Waggonfabrik Werdau. |                                                     |
| Personenwagen | 970-537 trp                                        | KB4                  |           |                  |               | |                                                     |
| Personenwagen | 970-565 trp                                        | KB4                  | 1925      | SDG              |               | Personenwagen 2. Klasse. Altbau. Saugluft. Herstellung Zwickau. |                                                     |
| Personenwagen | 970-567 trp                                        | KB4                  |           |                  |               | |                                                     |
| Personenwagen | 970-575 trp                                        | KB4                  | 1926      | SDG              |               | Personenwagen 2. Klasse. Altbau. Druckluft. Herstellung Bautzen. |                                                     |
| Personenwagen | 970-589 Reko                                       | KB4                  | 1926      | SDG              |               | Personenwagen 2. Klasse. Modernisiert. Druckluft. Waggonfabrik Werdau. |                                                     |
| Personenwagen | 970-591 trp                                        | KB4                  | 1926      | SDG              |               | Personenwagen 2. Klasse. Altbau. Saugluft. Waggonfabrik Werdau. |                                                     |
| Personenwagen | 970-593 trp                                        | KB4                  |           |                  |               | |                                                     |
| Personenwagen | 970-624 trp                                        | KB4                  | 1928      | SDG              |               | Personenwagen 2. Klasse. Altbau. Saugluft. Herstellung Bautzen. |                                                     |
| Gepäckwagen   | 974-102                                            | KD4                  |           | SDG              |               | |                                                     |
| Gepäckwagen   | 974-354                                            | KD4                  | 1926      | TRR              | Traditionszug | Letzter Heimatbahnhof: Radebeul. |                                                     |
| Gepäckwagen   | 974-370 Reko                                       | KD4                  | 1930      | SDG              |               | Packwagen. Modernisiert. Saugluft. Linke-Hofmann-Busch Bautzen. |                                                     |
| Gepäckwagen   | 974-379 Reko                                       | KD4                  | 1932      | SDG              |               | Packwagen. Modernisiert. Saugluft. Linke-Hofmann-Busch, Bautzen. |                                                     |
| Sitzwagen     | 970-006                                            |                      | 1930      | TRR              | Traditionszug | Letzter Heimatbahnhof: Hainsberg. |                                                     |
| Sitzwagen     | 970-236                                            |                      | 1912      |                  | Traditionszug | Letzter Heimatbahnhof: Zittau. |                                                     |
| Sitzwagen     | 970-237                                            |                      | 1912      | TRR              | Traditionszug | Letzter Heimatbahnhof: Zittau. |                                                     |
| Sitzwagen     | 970-252                                            |                      | 1922      |                  | Traditionszug | Letzter Heimatbahnhof: Zittau. |                                                     |
| Sitzwagen     | 970-269                                            |                      | 1914      | TRR              | Traditionszug | Letzter Heimatbahnhof: Zittau. |                                                     |
| Sitzwagen     | 970-302                                            |                      | 1899      | TRR              | Traditionszug | Letzter Heimatbahnhof: Mügeln. |                                                     |
| Sitzwagen     | 970-309                                            |                      | 1900      | TRR              | Traditionszug | Letzter Heimatbahnhof: Cranzahl. |                                                     |
| Sitzwagen     | 970-312                                            |                      | 1900      | SDG              | Traditionszug | Aussichtswagen. Druckluft. Herstellung E. W. Letzter Heimatbahnhof: Hainsberg. |                                                     |
| Sitzwagen     | 970-316                                            |                      | 1901      | TRR              | Traditionszug | Letzter Heimatbahnhof: Cranzahl. |                                                     |
| Sitzwagen     | 970-369                                            |                      | 1913      |                  | Traditionszug | Letzter Heimatbahnhof: Thum. |                                                     |
| Sitzwagen     | 970-376                                            |                      | 1913      |                  | Traditionszug | Letzter Heimatbahnhof: Freital. |                                                     |
| Sitzwagen     | 970-405                                            |                      | 1922      | SDG              | Traditionszug | Personenwagen 2. Klasse. Altbau. Saugluft. Busch, Bautzen. Letzter Heimatbahnhof: Zittau. |                                                     |